# Dromedario de guerra

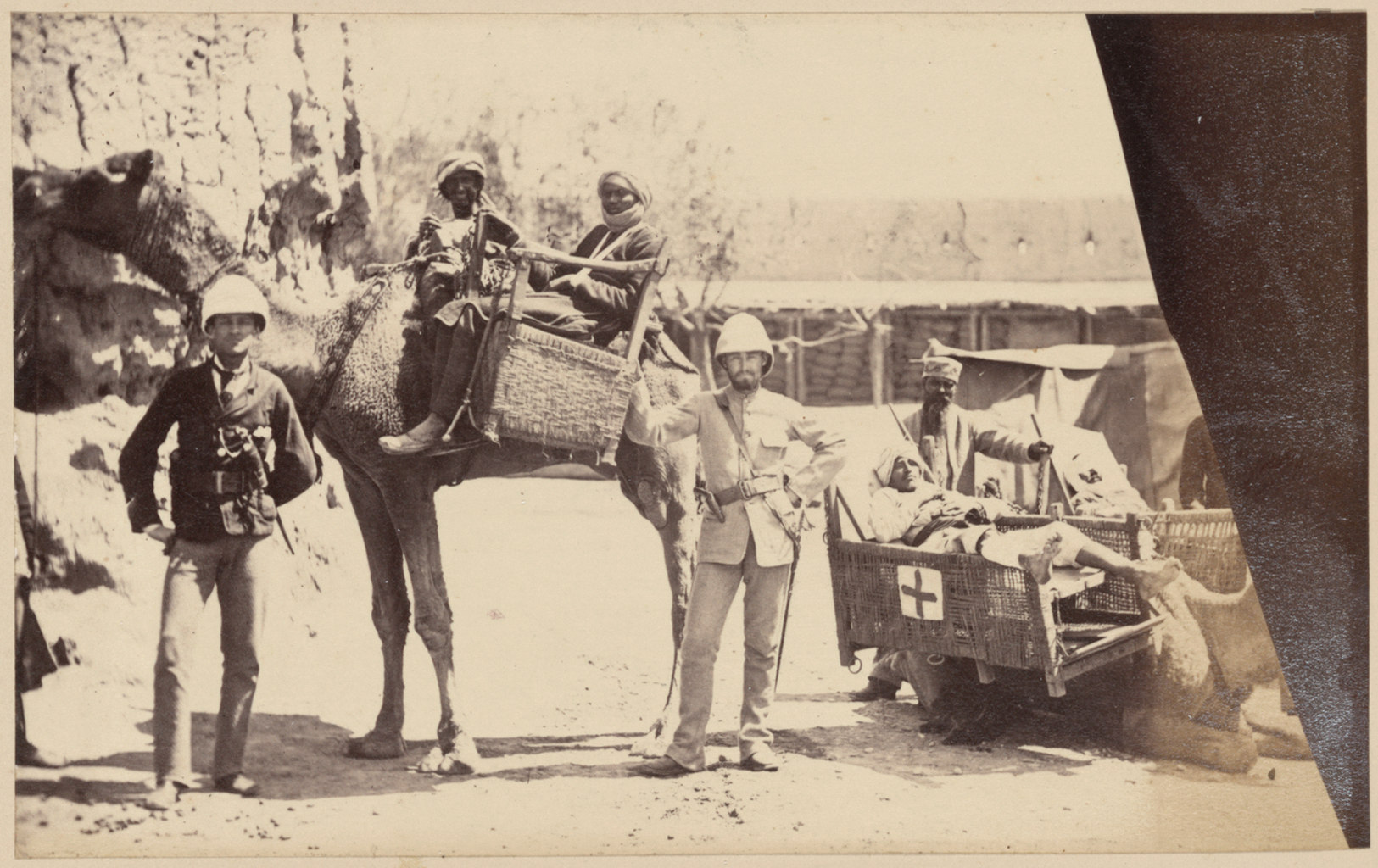
Dromedario transportando un herido en la segunda guerra anglo-afgana (1878-1880).

Se llama dromedario de guerra al dromedario provisto de armas y provisiones de que se servían los antiguos en sus batallas. 
Napoleón Bonaparte, a principios del siglo XIX en su expedición a Egipto renovó esta especie de caballería que hizo mucho daño a los árabes y beduinos. En 1857, las tropas francesas probaron en Argelia los meharis o dromedarios blancos del desierto para el arrastre de artillería y la conclusión fue que pueden reemplazar perfectamente a los caballos. 